# 丰特奈 (孚日省)
丰特奈（法語：Fontenay，法語發音：[fɔ̃tnɛ] ⓘ）是法国大東部大區孚日省的一个市镇，属于埃皮纳勒区。

## 地理
丰特奈（48°13'6"N, 6°35'21"E）面积6.47 平方千米，位于法国大東部大區孚日省，该省份为法国东北部内陆省份，北起默兹省和默尔特-摩泽尔省，西接上马恩省，南至上索恩省和贝尔福地区省，东临上莱茵省和下莱茵省。
与丰特奈接壤的市镇（或旧市镇、城区）包括：梅梅尼勒、勒鲁利耶、艾杜瓦勒、栋皮埃尔、迪尔比永河畔日尔库尔。

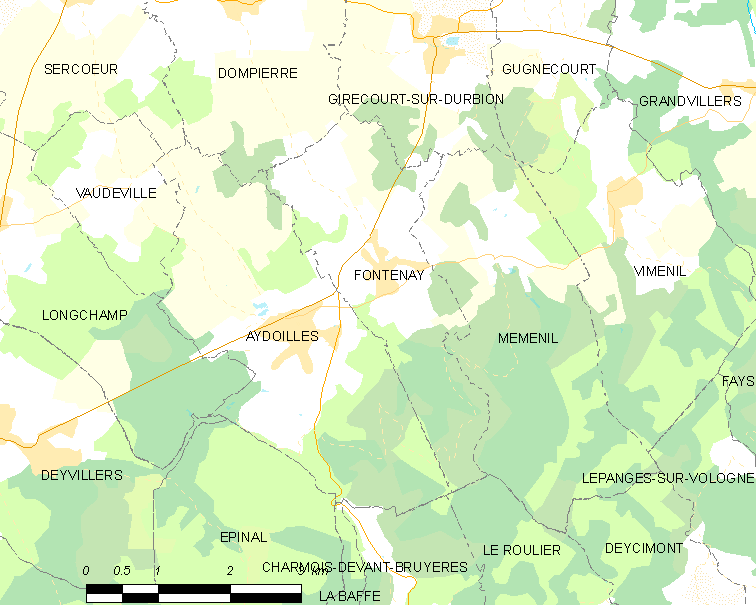
的OSM定位图

丰特奈的时区为UTC+01:00、UTC+02:00（夏令时）。

## 行政
丰特奈的邮政编码为88600，INSEE市镇编码为88175。

## 政治
丰特奈所属的省级选区为布吕耶尔县。

## 人口

1962-2008年间人口变化图示

丰特奈于2022年1月1日时的人口数量为471人。